# Георги Ангелиев
Георги Петров Ангелиев е български националреволюционер, участник в Априлското въстание (1876) и един от водачите на въстанието в Северните части на Родопите.

## Животопис
Георги Ангелиев е роден на 10 март 1832 г. в с. Радилово, Пазарджишко. Завършва селското килийно училище. Занимава се със земеделие и е дребен търговец на дървен материал.
Включва се в четата на Бейко войвода (1857). Обикаля повече от три години Родопите. След нейното разпускане не посмява да се върне в родното си село и заминава за Влашко (1863). Установява се последователно в Браила, Галац и Букурещ.
Около година работи при българските търговци братята Евлоги и Христо Георгиеви. С помощта на Христо Георгиев и застъпничеството на руския вицеконсул в Пловдив Найден Геров през 1864 г. се завръща в Радилово и отново започва търговия с дървен материал. При едно свое пътуване из Чирпанско, по търговия, се среща с Васил Левски. Основава Радиловския частен революционен комитет на ВРО.

### Подготовка и участие в Априлското въстание (1876)
На 9 март 1876 г. в с. Радилово пристигат Георги Бенковски и Панайот Волов, с които вече се познава и възобновяват революционния комитет. Отново е избран за председател и за негов представител на събранието в Оборище. По време на събранието е назначен от Георги Бенковски за войвода на въстаниците от селата по южния бряг на р. Марица. Възлага му да съсредоточи при обявяването на въстанието мирното население в Брацигово.
Обявяването на въстанието го заварва в Панагюрище, откъдето се отправя към с. Радилово. С пристигането си свиква революционния комитет, обявява въстанието и се отправя към селата Ало Кочово, Бяга, Козарско и Жребичко, в които също обявява въстанието. Нарежда населението на селата да се евакуира в Брацигово. На 26 април 1876 г. под закрилата на Ангелиевата чета, селяните от с. Радилово, те се отправят към Брацигово. По пътя колоната е пресрещната от башибозук, завързва се сражение, в което са убити 14 турци, а от българите няма жертви. Георги Ангелиев е леко ранен в дясната ръка. В Брацигово четата започнава да строи укрепления и окопи около селото. Въстаниците удържат башибозушките набези, но срещу тях е изпратена редовна турска войска и започва артилерийски обстрел. Заедно с 27 от своите четници успява да пробие блокадата и се измъква в планината. Крият се около 6 месеца, след което заминава тайно за Пловдив и се явява при английския консул Калверт, на когото разказва за мъките на другарите си и го моли да им издйства амнистия от османската власт. Консулът приема и радиловските бунтовници са помилвани. Като главен организатор на бунта не посмява да напусне английското консулство до обявяването на Руско-турската война (1877 – 1878).

### След Освобождението
След Освобождението се преселва в с. Саранбей (днес Септември). Отново започва търговия с дървен материал. Избиран е няколко пъти за кмет на селото и за народен представител в V, VI и VII ОНС и IV ВНС. По-късно се преселва в Пазарджик, където умира на 84-годишна възраст.